# Risa Shimizu (Fußballspielerin)
Risa Shimizu (jap. 清水 梨紗, Shimizu Risa; * 15. Juni 1996 in Kōbe) ist eine japanische Fußballnationalspielerin.

## Karriere

### Jugend
Beeinflusst von ihrer älteren Schwester begann Shimizu beim Kobe Cosmo FC mit dem Fußballspielen. Zu diesem Zeitpunkt besuchte sie die erste Klasse der Grundschule. Nach einem Umzug nach Yokohama in die Präfektur Kanagawa schloss sie sich der Frauenfußballmannschaft des FC Susukino an. Zu Beginn wurde Shimizu im Sturm eingesetzt, wurde nach der Aufnahme beim NTV Menina, dem Jugendverein des NTV Beleza, mit zwölf Jahren zu einer Abwehrspielerin ausgebildet.

### Verein

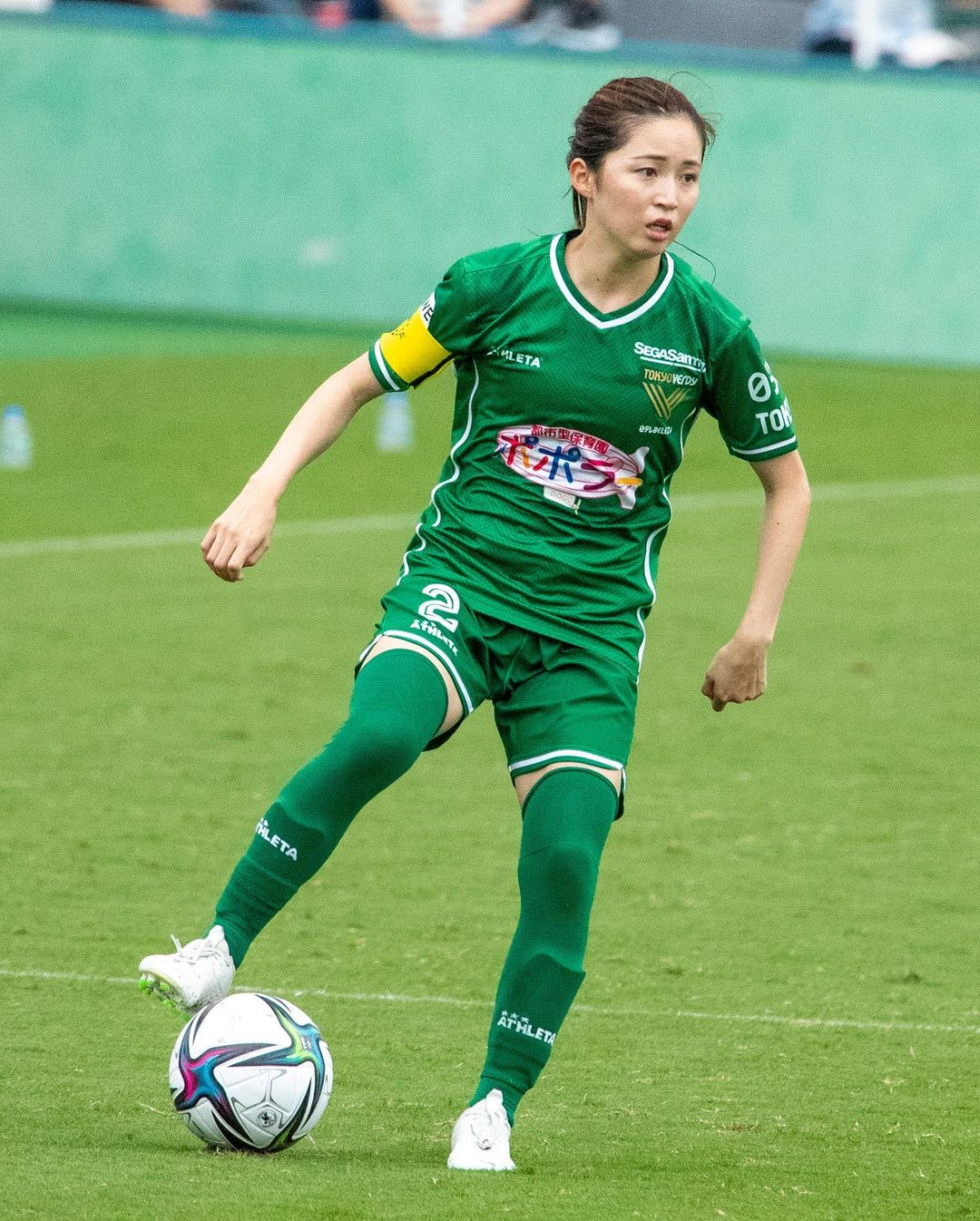
Shimizu als Kapitänin bei NTV Beleza, 2022.

Sie begann ihre Karriere bei Nippon TV Beleza. 2019 gewann sie mit NTV die erstmals ausgetragene AFC Women’s Club Championship. In neun Jahren, zwischen 2013 und 2022 lief Shimizu in 165 Partien auf und erzielte dabei vier Tore. Im Jahr 2020 wurde sie zur Mannschaftsführerin gewählt.
Im August 2022 gab der englische Verein West Ham United bekannt, Shimizu mit einem Zwei-Jahres-Vertrag ausgestattet zu haben. Am 18. September 2022 debütierte Shimizu am 2. Spieltag der FA Women’s Super League beim 1:0-Erfolg ihres Vereins gegen den FC Everton. Im Juli 2024 wechselte sie innerhalb der englischen Liga zur Frauenfußballmannschaft von Manchester City. Im September gab der Verein bekannt, dass sie aufgrund einer Verletzung am vorderen Kreuzband ausfalle. Diese hatte sie sich bereits im Juli während des Gruppenspiels gegen Spanien bei den Olympischen Sommerspielen 2024 in Paris zugezogen.

### Nationalmannschaft
Mit der japanischen U-17-Nationalmannschaft nahm sie an der U-17-Weltmeisterschaft der Frauen 2012 teil. Sie wurde dort in den drei Gruppenspielen und bei der 0:1-Niederlage gegen Ghana im Viertelfinale eingesetzt. Beim 9:0-Sieg im dritten Gruppenspiel gegen Mexiko erzielte sie das erste Tor.
Shimizu wurde im Oktober 2017 erstmals in den Kader der japanischen Nationalmannschaft berufen. Beim 2:0-Sieg gegen die Schweiz kam sie aber noch nicht zum Einsatz. Im Februar 2018 wurde sie für den Algarve-Cup 2018 nominiert. Im ersten Gruppenspiel, das mit 2:6 gegen Europameister Niederlande verloren ging, wurde sie zur zweiten Halbzeit zu ihrem ersten A-Länderspiel eingewechselt. Im zweiten Gruppenspiel, das mit 2:1 gegen Island gewonnen wurde, stand sie in der Startelf. Im dritten Gruppenspiel und im Spiel um Platz 5 wurde sie wieder jeweils zur zweiten Halbzeit eingewechselt.
Sie wurde in den Kader der Asienmeisterschaft der Frauen 2018 und wurde beim Titelgewinn nur im ersten Gruppenspiel nicht eingesetzt. Auch für die Asienspiele 2018 wurde sie berufen, wo sie beim Gewinn in den fünf Spielen eingesetzt wurde.
Bei der WM 2019 kam sie in den drei Gruppenspielen und der Last-Minute-Niederlage im Achtelfinale gegen die Niederlande zum Einsatz. Beim Gewinn der Ostasienmeisterschaft 2019 wurde sie nur in einem von drei Spielen eingesetzt.
Beim 7:0-Erfolg im Testspiel am 11. April 2021 gegen die panamaische Nationalmannschaft erzielte Shimizu ihr erstes Länderspieltor, als sie zum zwischenzeitlichen 2:0 traf.
Bei den wegen der COVID-19-Pandemie um ein Jahr verschobenen Olympischen Spielen in ihrer Heimat stand sie im Kader. Sie kam in den drei Gruppenspielen und im mit 1:3 gegen Schweden verlorenen Viertelfinale zum Einsatz und verpasste keine Minute.
Im Januar 2022 wurde sie auch in den Kader für die Asienmeisterschaft 2022 berufen. Beim Turnier, das für Japan nach einer Niederlage im Elfmeterschießen gegen China endete, kam sie in allen Spielen zum Einsatz und wurde nur im zweiten Gruppenspiel nach 55 Minuten ausgewechselt. Mit dem Einzug ins Halbfinale konnten sich die Japanerinnen für die WM 2023 qualifizieren.
Am 13. Juni 2023 wurde sie für die WM-Endrunde nominiert.  Bei der WM, die für die Japanerinnen mit einer Viertelfinalniederlage gegen Schweden endete, wurde sie in den fünf Spielen ihrer Mannschaft eingesetzt und erzielte beim 3:1-Sieg im Achtelfinale gegen Norwegen das Tor zum 2:1-Zwischenstand.

## Weiteres
Neben ihrer Karriere als Fußballspielerin galt Shimizu bereits in ihrer Kindheit als talentierte Läuferin und erreichte bei Wettbewerben auf Präfektur-Ebene herausragende Ergebnisse. Aufgrund ihres Fokus auf ihre fußballerische Laufbahn erhielt sie kein spezielles Training. Dennoch gewann sie bei Marathon-Rennen ihrer Oberschule gegen Schüler, die im Leichtathletik-Klub eingeschrieben waren.

## Errungene Titel

### Mit der Nationalmannschaft
- Asienmeisterschaft: 2018
- Asienspiele: 2018
- Ostasienmeisterschaft: 2019, 2022

### Mit Vereinen
- Nihon Joshi Soccer League: 2015, 2016, 2017, 2018, 2019
- AFC Women’s Club Championship: 2019